# Kebongunung
Kebongunung is een bestuurslaag in het regentschap Purworejo van de provincie Midden-Java, Indonesië. Kebongunung telt 1745 inwoners (volkstelling 2010).